# Bahía Limón
Bahía Limón är en bukt, men som även fungerar som en naturhamn vid Karibiska havet där Panamakanalen har sin norra mynning, väster om städerna Cristóbal och Colón. Vid bukten brukar fartyg vänta på att få åka in i kanalen, skyddade från stormar genom vallar.